# Кулангинское сельское поселение
Куланги́нское сельское поселение — муниципальное образование в Кайбицком районе Татарстана.

## География
Кулангинское сельское поселение граничит с Бурундуковским, Маломеминским, Муралинским, Фёдоровским сельскими поселениями и Апастовским районом.

## История
Образовано в соответствии с законом Республики Татарстан от 31 января 2005 г. № 25-ЗРТ «Об установлении границ территорий и статусе муниципального образования „Кайбицкий муниципальный район и муниципальных образований в его составе“ (с изменениями от 29 декабря 2008 г.)».

## Население
| 2010 | 2011 | 2012 | 2013 | 2014 | 2015 | 2016 |
| ---- | ---- | ---- | ---- | ---- | ---- | ---- |
| 582  | ↘581 | ↗582 | ↗593 | ↗597 | ↘596 | ↘594 |
| 2017 | 2018 |      |      |      |      |      |
| ↗616 | ↗621 |      |      |      |      |      |

## Населённые пункты
- Посёлок железнодорожной станции Куланга — административный центр
- Деревня Беляево
- Нижняя Куланга

## Инфраструктура
Адрес администрации: 422320, Республика Татарстан, Кайбицкий район, посёлок железнодорожной станции Куланга, ул. Шоссейная д. 5.